# NGC 3070
NGC 3070 est une galaxie elliptique située dans la constellation du Lion. NGC 3070 a été découverte par l'astronome germano-britannique William Herschel en 1784.

## Caractéristiques
Sa vitesse par rapport au fond diffus cosmologique est de 5 665 ± 26 km/s, ce qui correspond à une distance de Hubble de 83,6 ± 5,9 Mpc (∼273 millions d'al).
À ce jour, cinq mesures non basées sur le décalage vers le rouge (redshift) donnent une distance de 66,340 ± 16,579 Mpc (∼216 millions d'al), ce qui est à l'intérieur de la distance de Hubble. Notons cependant que c'est avec la valeur moyenne des mesures indépendantes, lorsqu'elles existent, que la base de données NASA/IPAC calcule le diamètre d'une galaxie et qu'en conséquence le diamètre de NGC 3070 pourrait être d'environ 39,1 kpc (∼128 000 al) si on utilisait la distance de Hubble pour le calculer. 

## Un trio de galaxies?

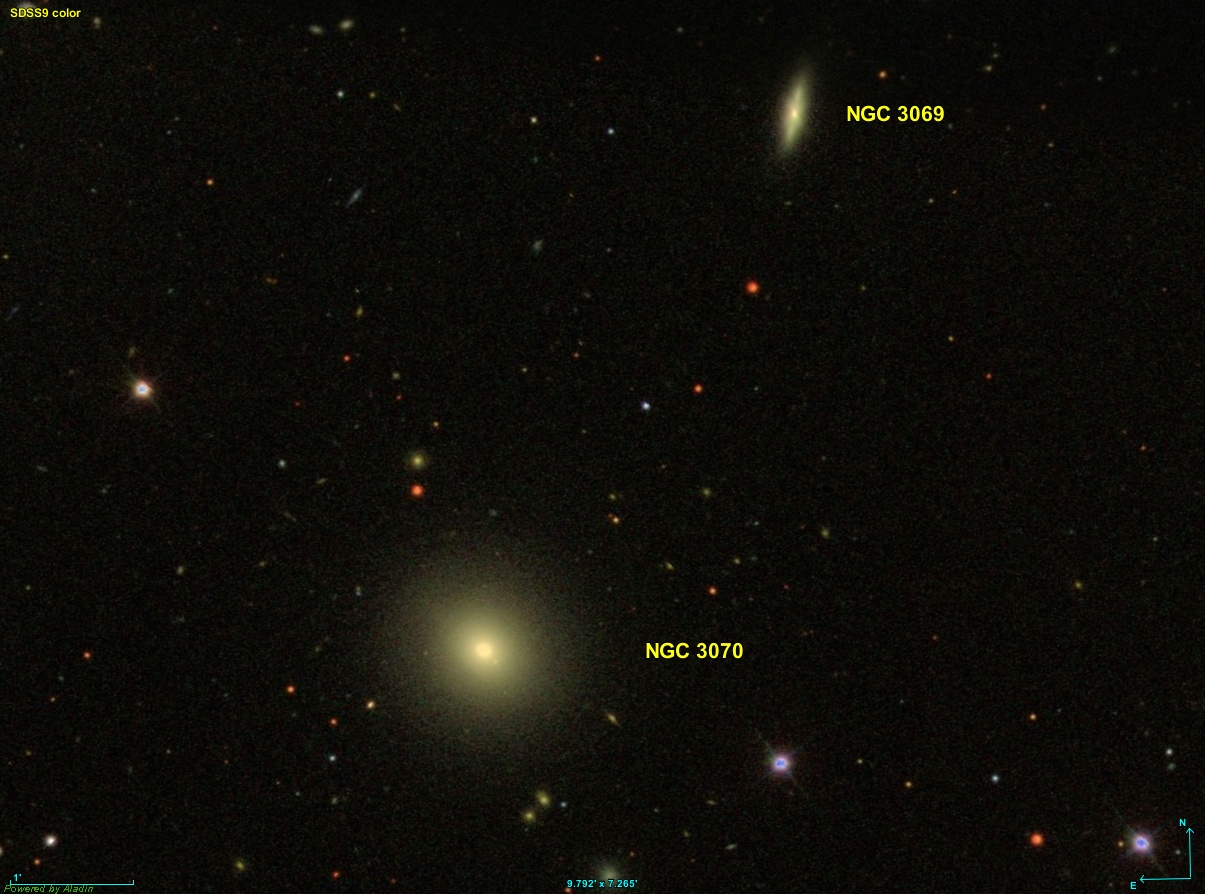
NGC 3069 et NGC 3070, une paire physique de galaxie.

La galaxie NGC 3069 est à proximité de NGC 3070 et sa distance de Hubble est de 68,9 ± 5,8 Mpc (∼225 millions d'al), soit une différence d'environ 3 millions d'années-lumière de la distance de NGC 3070. Il est donc très probable que NGC 3069 et NGC 3070 forment aussi une paire physique de galaxies.
On doit aussi noter que les galaxies NGC 3069 et UGC 5286 (notée 0948+0914 pour CGCG 0948.5+0914) sont dans la même région du ciel et que selon l'étude réalisée par Abraham Mahtessian, elles forment une paire de galaxies. Ces trois galaxies formeraient donc un petit groupe de trois galaxies, une caractéristique qui est passée inaperçue dans l'étude de Mahtessian.